# Sindaci di Novara
Di seguito l'elenco cronologico dei sindaci di Novara e delle altre figure apicali equivalenti che si sono succedute nel corso della storia.

## Regno d'Italia (1861-1946)
Sindaci nominati dal governo (1861-1889)
| Periodo | Periodo | Primo cittadino       | Partito | Carica                   | Note |
| ------- | ------- | --------------------- | ------- | ------------------------ | ---- |
| 1860    | 1869    | Carlo Magnani Ricotti |         | Sindaco                  | -    |
| 1869    | 1876    | Luigi Tornielli       |         | Commissario regio        | -    |
| 1876    | 1877    | Sereno Omar           |         | Sindaco                  | -    |
| 1878    | 1879    | Carlo Negroni         |         | Sindaco                  | -    |
| 1879    | 1882    | Luigi Tornielli       |         | Sindaco                  | -    |
| 1882    |         | Attilio Bollati       |         | Sindaco facente funzioni | -    |
| 1882    | 1883    | Giuseppe Conelli      |         | Sindaco facente funzioni | -    |
| 1883    |         | Luigi Ricca           |         | Sindaco facente funzioni | -    |
| 1883    | 1886    | Onorato Galli         |         | Sindaco                  | -    |
| 1887    | 1888    | Pietro Masazza        |         | Sindaco facente funzioni | -    |

Sindaci eletti dal Consiglio comunale (1889-1926)
| Periodo | Periodo | Primo cittadino     | Partito | Carica                   | Note |
| ------- | ------- | ------------------- | ------- | ------------------------ | ---- |
| 1888    | 1892    | Giuseppe Conelli    |         | Sindaco                  | -    |
| 1892    |         | Gaetano Fara        |         | Sindaco facente funzioni | -    |
| 1892    |         | Pietro Masazza      |         | Sindaco facente funzioni | -    |
| 1893    | 1897    | Gaetano Fara        |         | Sindaco                  | -    |
| 1897    |         | Carlo Cataldi       |         | Commissario regio        | -    |
| 1898    |         | Gabriele Tosi       |         | Sindaco                  | -    |
| 1898    | 1900    | Amos Brughera       |         | Sindaco                  | -    |
| 1900    |         | Enrico Ruffini      |         | Commissario regio        | -    |
| 1901    | 1903    | Enrico Zaccheo      |         | Sindaco                  | -    |
| 1903    |         | Cesare Bernini      |         | Sindaco                  | -    |
| 1903    | 1906    | Cesare Carnevale    |         | Sindaco                  | -    |
| 1906    |         | Egidio Codovilla    |         | Sindaco                  | -    |
| 1906    | 1907    | Carlo Busser        |         | Sindaco                  | -    |
| 1908    |         | Guido Bondini       |         | Commissario regio        | -    |
| 1908    | 1910    | Cesare Carnevale    |         | Sindaco                  | -    |
| 1910    |         | Francesco Carandini |         | Commissario regio        | -    |
| 1910    | 1913    | Cesare Carnevale    |         | Sindaco                  | -    |
| 1913    | 1914    | Giulio Bertoldi     |         | Commissario regio        | -    |
| 1914    | 1915    | Luigi Giulietti     |         | Sindaco                  | -    |
| 1915    | 1922    | Giuseppe Bonfantini |         | Sindaco                  | -    |
| 1922    |         | Erminio Maggia      |         | Commissario regio        | -    |
| 1922    |         | Piero Carpani       |         | Commissario prefettizio  | -    |
| 1922    |         | Riccardo Lualdi     |         | Commissario prefettizio  | -    |
| 1923    | 1925    | Dante Bocci         |         | Sindaco                  | -    |
| 1926    |         | Guido Bondini       |         | Commissario prefettizio  | -    |

Podestà nominati dal governo (1926-1945)
| Periodo | Periodo | Primo cittadino      | Partito                       | Carica                  | Note |
| ------- | ------- | -------------------- | ----------------------------- | ----------------------- | ---- |
| 1926    | 1927    | Mario Trinchero      |                               | Commissario prefettizio | -    |
| 1927    | 1928    | Filippo Oddone Mazza | Partito Nazionale Fascista    | Podestà                 | -    |
| 1928    |         | Giacomo Sechi        |                               | Commissario prefettizio | -    |
| 1928    | 1938    | Luigi Tornielli      | Partito Nazionale Fascista    | Podestà                 | -    |
| 1938    |         | Giuseppe Grimaldi    |                               | Commissario prefettizio | -    |
| 1939    | 1943    | Gerardo Leonardi     | Partito Nazionale Fascista    | Podestà                 | -    |
| 1943    |         | Ferdinando Lo Monaco |                               | Commissario prefettizio | -    |
| 1944    |         | Ettore Bossi         |                               | Commissario prefettizio | -    |
| 1945    |         | Carlo Laboranti      | Partito Fascista Repubblicano | Podestà                 | -    |

Sindaci nominati dal Prefetto (1945-1946)
| Periodo | Periodo | Primo cittadino   | Partito                    | Carica  | Note  |
| ------- | ------- | ----------------- | -------------------------- | ------- | ----- |
| 1945    |         | Cino Moscatelli   | Partito Comunista Italiano | Sindaco | [ 2 ] |
| 1945    | 1946    | Ermanno Lazzarino | Partito Comunista Italiano | Sindaco | [ 2 ] |

## Repubblica Italiana (dal 1946)
| Sindaci eletti dal Consiglio comunale (1946-1993)      | Sindaci eletti dal Consiglio comunale (1946-1993) | Sindaci eletti dal Consiglio comunale (1946-1993) | Sindaci eletti dal Consiglio comunale (1946-1993) | Sindaci eletti dal Consiglio comunale (1946-1993) | Sindaci eletti dal Consiglio comunale (1946-1993) | Sindaci eletti dal Consiglio comunale (1946-1993) | Sindaci eletti dal Consiglio comunale (1946-1993) | Sindaci eletti dal Consiglio comunale (1946-1993) | Sindaci eletti dal Consiglio comunale (1946-1993) | Sindaci eletti dal Consiglio comunale (1946-1993) |
| Nominativo                                             | Nominativo                                        | Partito                                           | Partito                                           | Partito                                           | Partito                                           | Partito                                           | Partito                                           | Mandato                                           | Mandato                                           | Elezione                                          |
| Nominativo                                             | Nominativo                                        | Partito                                           | Partito                                           | Partito                                           | Partito                                           | Partito                                           | Partito                                           | Inizio                                            | Fine                                              | Elezione                                          |
| ------------------------------------------------------ | ------------------------------------------------- | ------------------------------------------------- | ------------------------------------------------- | ------------------------------------------------- | ------------------------------------------------- | ------------------------------------------------- | ------------------------------------------------- | ------------------------------------------------- | ------------------------------------------------- | ------------------------------------------------- |
|                                                        | Camillo Pasquali                                  |                                                   | Partito Socialista Italiano                       | Partito Socialista Italiano                       | Partito Socialista Italiano                       | Partito Socialista Italiano                       | Partito Socialista Italiano                       | 1946                                              | 1947                                              | Elezione 1946                                     |
|                                                        | Ugo Porzio Giovanola                              |                                                   | Partito Socialista Italiano                       | Partito Socialista Italiano                       | Partito Socialista Italiano                       | Partito Socialista Italiano                       | Partito Socialista Italiano                       | 1947                                              | 1949                                              | Elezione 1946                                     |
|                                                        | Camillo Pasquali                                  |                                                   | Partito Socialista Italiano                       | Partito Socialista Italiano                       | Partito Socialista Italiano                       | Partito Socialista Italiano                       | Partito Socialista Italiano                       | 1949                                              | 1951                                              | Elezione 1946                                     |
|                                                        | Giuseppe Giuliano Allegra                         |                                                   | Democrazia Cristiana                              | Democrazia Cristiana                              | Democrazia Cristiana                              |                                                   | DC-PLI-PSLI-PRI                                   | 1951                                              | 1956                                              | Elezione 1951                                     |
|                                                        | Alessandro Bermani                                |                                                   | Partito Socialista Italiano                       | Partito Socialista Italiano                       | Partito Socialista Italiano                       | Partito Socialista Italiano                       | Partito Socialista Italiano                       | 1956                                              | 1960                                              | Elezione 1956                                     |
|                                                        | Luigi Farrace (Commissario prefettizio)           | –                                                 | –                                                 | –                                                 | –                                                 | –                                                 | –                                                 | 1961                                              | 1962                                              | –                                                 |
|                                                        | Alessandro Bermani                                |                                                   | Partito Socialista Italiano                       | Partito Socialista Italiano                       | Partito Socialista Italiano                       | Partito Socialista Italiano                       | Partito Socialista Italiano                       | 1962                                              | 1962                                              | Elezione 1961                                     |
|                                                        | Cornelio Masciadri                                |                                                   | Partito Socialista Italiano                       | Partito Socialista Italiano                       | Partito Socialista Italiano                       | Partito Socialista Italiano                       | Partito Socialista Italiano                       | 1962                                              | 1965                                              | Elezione 1961                                     |
| 1965                                                   | Cornelio Masciadri                                | 1967                                              | Partito Socialista Italiano                       | Partito Socialista Italiano                       | Partito Socialista Italiano                       | Partito Socialista Italiano                       | Partito Socialista Italiano                       | Elezione 1965                                     |                                                   |                                                   |
|                                                        | Rinaldo Canna                                     |                                                   | Partito Socialista Democratico Italiano           | Partito Socialista Democratico Italiano           | Partito Socialista Democratico Italiano           | Partito Socialista Democratico Italiano           | Partito Socialista Democratico Italiano           | Elezione 1965                                     | 1967                                              | 1970                                              |
|                                                        | Ezio Leonardi                                     |                                                   | Democrazia Cristiana                              | Democrazia Cristiana                              | Democrazia Cristiana                              | Democrazia Cristiana                              | Democrazia Cristiana                              | 1971                                              | 1971                                              | Elezione 1970                                     |
|                                                        | Ignazio Marotta (Commissario prefettizio)         | –                                                 | –                                                 | –                                                 | –                                                 | –                                                 | –                                                 | 1971                                              | 1972                                              | –                                                 |
|                                                        | Ezio Leonardi                                     |                                                   | Democrazia Cristiana                              | Democrazia Cristiana                              | Democrazia Cristiana                              | Democrazia Cristiana                              | Democrazia Cristiana                              | 1973                                              | 1978                                              | Elezione 1972                                     |
|                                                        | Maurizio Pagani                                   |                                                   | Partito Socialista Democratico Italiano           | Partito Socialista Democratico Italiano           | Partito Socialista Democratico Italiano           | Partito Socialista Democratico Italiano           | Partito Socialista Democratico Italiano           | 1978                                              | 1981                                              | Elezione 1978                                     |
|                                                        | Armando Riviera                                   |                                                   | Partito Socialista Italiano                       | Partito Socialista Italiano                       | Partito Socialista Italiano                       | Partito Socialista Italiano                       | Partito Socialista Italiano                       | 1981                                              | 1983                                              | Elezione 1978                                     |
| 1983                                                   | Armando Riviera                                   | 1988                                              | Partito Socialista Italiano                       | Partito Socialista Italiano                       | Partito Socialista Italiano                       | Partito Socialista Italiano                       | Partito Socialista Italiano                       | Elezione 1983                                     |                                                   |                                                   |
| 24 luglio 1988                                         | Armando Riviera                                   | 16 settembre 1991                                 | Partito Socialista Italiano                       | Partito Socialista Italiano                       | Partito Socialista Italiano                       | Partito Socialista Italiano                       | Partito Socialista Italiano                       | Elezione 1988                                     |                                                   |                                                   |
|                                                        | Antonio Malerba                                   |                                                   | Partito Socialista Italiano                       | Partito Socialista Italiano                       | Partito Socialista Italiano                       | Partito Socialista Italiano                       | Partito Socialista Italiano                       | Elezione 1988                                     | 16 settembre 1991                                 | 21 giugno 1993                                    |
| Sindaci eletti a suffragio popolare diretto (dal 1993) |                                                   |                                                   |                                                   |                                                   |                                                   |                                                   |                                                   |                                                   |                                                   |                                                   |
| Nominativo                                             | Nominativo                                        | Partito                                           | Partito                                           | Partito                                           | Partito                                           | Coalizione                                        | Coalizione                                        | Mandato                                           | Mandato                                           | Elezione                                          |
| Nominativo                                             | Nominativo                                        | Partito                                           | Partito                                           | Partito                                           | Partito                                           | Coalizione                                        | Coalizione                                        | Inizio                                            | Fine                                              | Elezione                                          |
|                                                        | Sergio Merusi                                     |                                                   | Lega Nord                                         | Lega Nord                                         | Lega Nord                                         |                                                   | LN                                                | 20 giugno 1993                                    | 11 maggio 1997                                    | Elezione 1993                                     |
|                                                        | Giovanni Correnti                                 |                                                   | Partito Democratico della Sinistra (1997-1998)    | Partito Democratico della Sinistra (1997-1998)    | Partito Democratico della Sinistra (1997-1998)    |                                                   | PDS/DS-PPI-SI-FdV                                 | 11 maggio 1997                                    | 13 maggio 2001                                    | Elezione 1997                                     |
|                                                        | Giovanni Correnti                                 | Democratici di Sinistra (1998-2001)               |                                                   |                                                   |                                                   |                                                   | PDS/DS-PPI-SI-FdV                                 | 11 maggio 1997                                    | 13 maggio 2001                                    | Elezione 1997                                     |
|                                                        | Massimo Giordano                                  |                                                   | Lega Nord                                         | Lega Nord                                         | Lega Nord                                         |                                                   | FI-AN-LN-UDC                                      | 13 maggio 2001                                    | 5 giugno 2006                                     | Elezione 2001                                     |
|                                                        | Massimo Giordano                                  | FI/PdL-AN-LN-UDC                                  | Lega Nord                                         | Lega Nord                                         | Lega Nord                                         | 5 giugno 2006                                     | 30 marzo 2010                                     | Elezione 2006                                     |                                                   |                                                   |
|                                                        | Silvana Moscatelli (Vicesindaca facente funzioni) | FI/PdL-AN-LN-UDC                                  |                                                   | Il Popolo della Libertà                           | Il Popolo della Libertà                           | Il Popolo della Libertà                           | 30 marzo 2010                                     | Elezione 2006                                     | 30 maggio 2011                                    |                                                   |
|                                                        | Andrea Ballarè                                    |                                                   | Partito Democratico                               | Partito Democratico                               | Partito Democratico                               |                                                   | PD-SEL-FdS-L. civiche                             | 30 maggio 2011                                    | 21 giugno 2016                                    | Elezione 2011                                     |
|                                                        | Alessandro Canelli                                |                                                   | Lega per Salvini Premier                          | Lega per Salvini Premier                          | Lega per Salvini Premier                          |                                                   | LN-FdI-L. civiche                                 | 21 giugno 2016                                    | 12 ottobre 2021                                   | Elezione 2016                                     |
|                                                        | Alessandro Canelli                                | LSP-FdI-NcI-CI-FI-UdC                             | Lega per Salvini Premier                          | Lega per Salvini Premier                          | Lega per Salvini Premier                          | 12 ottobre 2021                                   | in carica                                         | Elezione 2021                                     |                                                   |                                                   |